# Jacques Saunière
Jacques Saunière Saint-Clair  è un personaggio immaginario nato dalla penna dello scrittore statunitense Dan Brown.
È il curatore del Louvre, gran maestro del Priorato di Sion e nonno di Sophie Neveu nel romanzo Il codice da Vinci, del 2003.

## Biografia
Uno dei massimi esponenti della simbologia pagana, Saunière si occupava del Louvre ed era a capo del Priorato di Sion, con il compito di proteggere la chiave di volta, il mezzo per arrivare alla vera posizione del Santo Graal.
Dopo essere stato ferito gravemente da un colpo di pistola, utilizzerà gli ultimi minuti della sua vita allestendo una serie di indizi per svelare il mistero della sua morte e preservare il segreto mantenuto dal Priorato.
Nonostante nel romanzo appaia solo nei capitoli iniziali, Saunière è uno dei tasselli principali della trama e il motivo principale che riunisce la nipote istruita in giovane età da lui stesso e Robert Langdon.

## Interpreti
Nel film è stato interpretato da Jean-Pierre Marielle.

## Origine del personaggio
Jacques Saunière è basato su un personaggio realmente esistito, Bérenger Saunière, legato alla leggenda del Graal e al culto di Maria Maddalena. Bérenger Saunière è ampiamente citato nel controverso libro Il santo Graal, scritto da Michael Baigent, Richard Leigh, e Henry Lincoln.